# Kutya-hegy
Kutya-hegy är ett berg i Ungern.   Det ligger i provinsen Pest, i den nordvästra delen av landet, 17 km nordväst om huvudstaden Budapest. Toppen på Kutya-hegy är 562 meter över havet, eller 274 meter över den omgivande terrängen. Bredden vid basen är 10,6 km. Kutya-hegy ingår i Budai-hegység.
Terrängen runt Kutya-hegy är kuperad österut, men västerut är den platt. Runt Kutya-hegy är det mycket tätbefolkat, med 1 266 invånare per kvadratkilometer. Närmaste större samhälle är Budapest, 17,4 km sydost om Kutya-hegy. Runt Kutya-hegy är det i huvudsak tätbebyggt.